# Alcina község
Alcina község (románul: Comuna Alțâna) község Szeben megyében, Romániában. Központja Alcina, beosztott falvai Bendorf és Felsőgezés.

## Fekvése
A Hortobágyi-fennsíkon, Nagyszeben és Szentágota között félúton helyezkedik el a DJ 106 megyei út mellett.

## Népessége
1850-től a népesség alábbiak szerint alakult:
| Lakosok száma | 3246 | 3097 | 3462 | 3729 | 3922 | 2622 | 1782 | 1616 | 1562 | 1533 |
|               | 1850 | 1880 | 1900 | 1920 | 1941 | 1977 | 1992 | 2002 | 2011 | 2021 |

A 2011-es népszámlálás adatai alapján a község népessége 1562 fő volt, melynek 65,56%-a román, 25,16%-a roma, 3,39%-a német és 1,09%-a magyar. Vallási hovatartozás szempontjából a lakosság 87,71%-a ortodox, 2,18%-a evangélikus és 1,54%-a hetednapi adventista.

## Nevezetességei
A község területéről az alábbi épületek szerepelnek a romániai műemlékek jegyzékében:
- az alcinai erődtemplom (LMI-kódja SB-II-a-A-12310)
- az Alcina, str. Garii 92. alatti lakóház (SB-II-m-A-21083)
- Alcina megállóhely, (SB-II-m-B-20923.30), a Nagyszeben–Szentágota keskeny nyomtávú vasút része
- a bendorfi Szent Miklós-templom (SB-II-m-B-12325)
- Bendorf vasútállomás (SB-II-m-B-20923.19), a Nagyszeben–Szentágota keskeny nyomtávú vasút része